# Euprosopia crispa
Euprosopia crispa är en tvåvingeart som beskrevs av Mcalpine 1973. Euprosopia crispa ingår i släktet Euprosopia och familjen bredmunsflugor. Inga underarter finns listade i Catalogue of Life.